# Архиепархия Эдмонтона
Архиепархия Эдмонтона (лат. Archidioecesis Edmontonensis) – архиепархия Римско-Католической церкви с центром в городе Эдмонтон, Канада. Кафедральным собором архиепархии является собор святого Иосифа в городе Эдмонтон. В архиепархию Эдмонтона входят епархии Калгари, святого Павла в Альберте.

## История
22 сентября 1871 года Святой Престол учредил епархию Эдмонтона, выделив её из епархии святого Бонифация. 
30 ноября 1912 года епархия Эдмонтона уступила часть своей территории новой епархии Калгари и была преобразована в архиепархию.  
17 июля 1948 года архиепархия Эдмонтона уступила часть своей территории новой епархии святого Павла в Альберте. 

## Ординарии архиепархии
- епископ Vital-Justin Grandin (22.09.1871 – 3.06.1902)
- архиепископ Emile Joseph Legal  (3.06.1902 – 10.03.1920)
- архиепископ Генри Джозеф О’Лири  (7.09.1920 – 5.03.1938)
- архиепископ John Hugh MacDonald  (5.03.1938 – 11.08.1964)
- архиепископ Anthony Jordan (11.08.1964 – 2.07.1973)
- архиепископ Joseph Neil MacNeil (2.07.1973 – 7.06.1999)
- архиепископ Томас Кристофер Коллинз (7.06.1999 – 16.12.2006)
- архиепископ Richard William Smith (22.03.2007 – по настоящее время)

## Источник
- Annuario Pontificio, Libreria Editrice Vaticana, Città del Vaticano, 2003, ISBN 88-209-7422-3